# Carmi (Illinois)
Pour les articles homonymes, voir Carmi.
La ville de Carmi est le siège du comté de White, dans l’État de l’Illinois, aux États-Unis. Sa population s’élevait à 5 240 habitants lors du recensement de 2010, estimée à 4 971 habitants en 2017.

## Source
- (en) Cet article est partiellement ou en totalité issu de l’article de Wikipédia en anglais intitulé « Carmi, Illinois » (voir la liste des auteurs).